# 吉勒·马里尼
吉勒·马里尼（Gilles Marini，/ʒiːl məˈriːni/，1976年1月26日—）是美國的一位演員。他是法國裔美國人，最著名的作品有慾望城市和電視劇兄弟姐妹。他也曾出演與明星共舞第八季。